# Fort Belknap Indianerreservation
Die Fort Belknap Indianerreservation wird von zwei Stämmen bewohnt, den A'aninin (Gros Ventre) und den Nakota (Assiniboine). Die Reservation umfasst 2626,41 km² und liegt im nördlichen zentralen Montana. Das Areal besteht zum größten Teil aus traditionellen Stammesgebieten. Die beiden Stämme gaben 2010 insgesamt 2851 registrierte Stammesmitglieder an. Die größte Stadt auf dem Reservationsgebiet ist Fort Belknap Agency am nördlichen Ende der Reservation, südlich der Stadt Harlem auf der gegenüber liegenden Seite des Milk Rivers.

## Geschichte
Im Oktober 1855 in der Nähe des Zusammenflusses der beiden Flüsse Judith und Missouri unterzeichnete die Blackfoot Konföderation einen Vertrag, in dem sie garantierte, mit anderen Stämmen der Gegend und den US-Bürgern in Norddakota friedlich zusammenzuleben. Die Sioux-Stämme der Nakota, Lakota und Dakota sowie die Mandan, Arikara, Hidatsa, Cheyenne und Arapaho hatten in Fort Laramie 1851 einen Vertrag mit den Vereinigten Staaten geschlossen, der den Stämmen Territorien innerhalb der Vereinigten Staaten garantierte.
Die Fort Belknap Reservation wurde 1888 im nördlichen zentralen Teil Montanas gegründet. Sie umfasst einen kleinen Teil des großen Stammesgebietes der Blackfoot-Konföderation, die aus den A'Aninin (Gros Ventre), Nördlichen und Südlichen Piegan und den Blood-Stämmen bestand. Deren ursprüngliches Gebiet erstreckte sich über die nördlichen zentralen und östlichen Teile Montanas sowie Teilen des östlichen Norddakotas. Die Fort Belknap Reservation wurde nach William W. Belknap benannt, dem Staatssekretär im Kriegsministerium während der Regierung von Präsident Ulysses S. Grant. Belknap wurde später wegen Korruption seines Amtes enthoben.

## Wiedereinführung ausgestorbener Tierarten
Im März 2012 erhielt die Fort Belknap Gemeinde den Teil einer Bisonherde aus dem Yellowstone-Nationalpark, der andere Teil war für die Fort Peck Indianerreservation bestimmt. Die Stämme dort führten örtlich herumstreifende Bisons ein, nachdem diese Tiere schon seit hundert Jahren auf ihrem Gebiet als ausgerottet galten. Dasselbe Prinzip wurde in der Fort Belknap Reservation im Jahr 2013 umgesetzt. 2020 begann ein Programm zur Wiederansiedlung des Swiftfuchses, diese Tierart ist vor über 50 Jahren in diesem Gebiet ausgerottet worden, zunächst wurden 27 Exemplare aus Wyoming ausgewildert, dann folgten 2021 30 Swiftfüchse aus Colorado, insgesamt sollen im Rahmen des Projektes bis 2024 200–250 Exemplare ausgewildert werden, Ziel ist die Etablierung einer stabilen Population.